# Jacques Frédéric Français
Jacques-Frédéric Français, né à Saverne le 20 juin 1775, mort le 9 mars 1833, est un ingénieur et mathématicien français. On lui doit notamment des recherches sur la poussée des terres en mécanique. Il est le frère du mathématicien François Français.

## Biographie
Fils d'un épicier de Saverne, il fréquenta le collège royal de Strasbourg puis s'enrôla volontaire dans l'Armée du Rhin en 1793. En septembre 1794 il était versé dans le génie militaire. Admis à l’École polytechnique à l’automne  1797, il fut admis dès le printemps 1798 à l'École du Génie de Metz et en sortit avec le brevet de premier lieutenant. C'est à cette époque qu'il écrit sur l'intégration des équations différentielles. En janvier 1801 il prit part à la Campagne d'Égypte. À son retour en 1802 il fut affecté au port de Toulon. 
Sous les ordres de l’amiral de Villeneuve, il prend part aux batailles navales du Cap Finisterre et de Trafalgar. En 1807 il est versé au régiment du  colonel Malus à Strasbourg, puis en 1810  à l’École d'Application de l'artillerie et du Génie de Metz. 
Ses travaux de mathématiques concernent les changements de coordonnées cartésiennes appliqués aux systèmes de plans et de droites, et la représentation géométrique des nombres complexes sur des idées originales de son oncle[réf. souhaitée] Arbogast. Elles ont été publiées pour l'essentiel dans les Annales de Gergonne. À la mort de son frère François (1810), il reprend et publie les Recherches sur la poussée des terres de ce dernier (1817).

## Publications
Mémoire sur le mouvement de rotation d’un corps solide libre autour de son centre de masse, Paris, 1813